# Zurich (Montana)
Pour les articles homonymes, voir Zurich (homonymie).
Zurich est une localité du comté de Blaine dans l'État du Montana, aux États-Unis, à proximité de la localité de Havre et de la frontière canadienne. Son nom lui vient de la ville de Zurich, en Suisse.[réf. nécessaire]